# Irina Pawlowna Saruzkaja
Irina Pawlowna Saruzkaja (russisch Ирина Павловна Заруцкая; * 30. Oktoberjul. / 12. November 1908greg. in Moskau; † 2. Februar 1990 ebenda) war eine sowjetische Geomorphologin, Kartografin und Hochschullehrerin.

## Leben
Saruzkaja, Tochter des Architekten Pawel Alexandrowitsch Saruzki, studierte an der Universität Moskau (MGU) in der Abteilung für Bodenkunde, Geologie und Geographie der Physikalisch-Mathematischen Fakultät mit Abschluss 1931 als Geomorphologin.
Nach dem Studium führte Saruzkaja topografische Feldarbeiten in den Oblasts Moskau und Belgorod, im Südural, in Sibirien, Fernost und anderen Regionen der UdSSR durch. Für den Bau des Moskwa-Wolga-Kanals nahm sie 1932 das Moskwa-Einzugsgebiet topografisch auf. 1934–1937 arbeitete sie in der Wissenschaftsredaktion des Kartografie-Trusts der Geodäsie-Hauptverwaltung. Sie war an den Anfängen der topografischen Karte im Maßstab 1:100.000 beteiligt, wofür sie als Ausgezeichnete der Geodäsie und Kartografie geehrt wurde.
Im Deutsch-Sowjetischen Krieg war Saruzkaja mit der Erstellung der Staatlichen Landeskarte im Maßstab 1:1.000.000 beschäftigt. Nach dem Krieg war sie Hauptredakteurin der Kartenerstellungsabteilung der Hauptverwaltung für Geodäsie und Kartografie bei der Erstellung der Hypsometrischen Karte der UdSSR im Maßstab 1:2.500.000. Ab 1951 schuf sie eine Kartenserie für höhere Schulen.
Ab 1951 lehrte Saruzkaja an der MGU in der Geographischen Fakultät. 1953 erhielt sie dort eine Stelle am Lehrstuhl für Geodäsie und Kartografie. Mit ihrer leitenden Beteiligung entstanden komplexe Regionalatlanten der Oblasts Irkutsk, Qostanai und Tjumen  und der Regionen Aqmola und Altai. Sie arbeitete mit Konstantin Alexejewitsch Salischtschew zusammen. 1955 verteidigte sie mit Erfolg ihre Dissertation über Methoden der Reliefdarstellung auf hypsometrischen Karten für die Promotion zur Kandidatin der geographischen Wissenschaften. 1966 verteidigte sie mit Erfolg ihre Doktor-Dissertation über thematische Karten der Natur für die Promotion zur Doktorin der geographischen Wissenschaften 1967. Anschließend wurde sie zur Professorin ernannt. Sie nahm an vielen internationalen Konferenzen teil und arbeitete in Kommissionen der Internationalen Kartographischen Vereinigung mit. Nach Beendigung ihrer Lehrtätigkeit war sie Beraterin des Instituts für Geographie der Akademie der Wissenschaften der UdSSR.

## Ehrungen, Preise
- Medaille „Für die Verteidigung Moskaus“
- Medaille „Für heldenmütige Arbeit im Großen Vaterländischen Krieg 1941–1945“
- Stalinpreis II. Klasse (100.000 Rubel) im Bereich geologisch-geographische Wissenschaften (1951) mit dem Kollektiv für die wissenschaftliche Arbeit zur Erstellung der Hypsometrischen Karte der UdSSR im Maßstab 1:2.250.000 (1950)[6]
- Orden des Roten Banners der Arbeit (zweimal)
- Ehrenzeichen der Sowjetunion
- Medaille „Für heldenmütige Arbeit“